# Halón

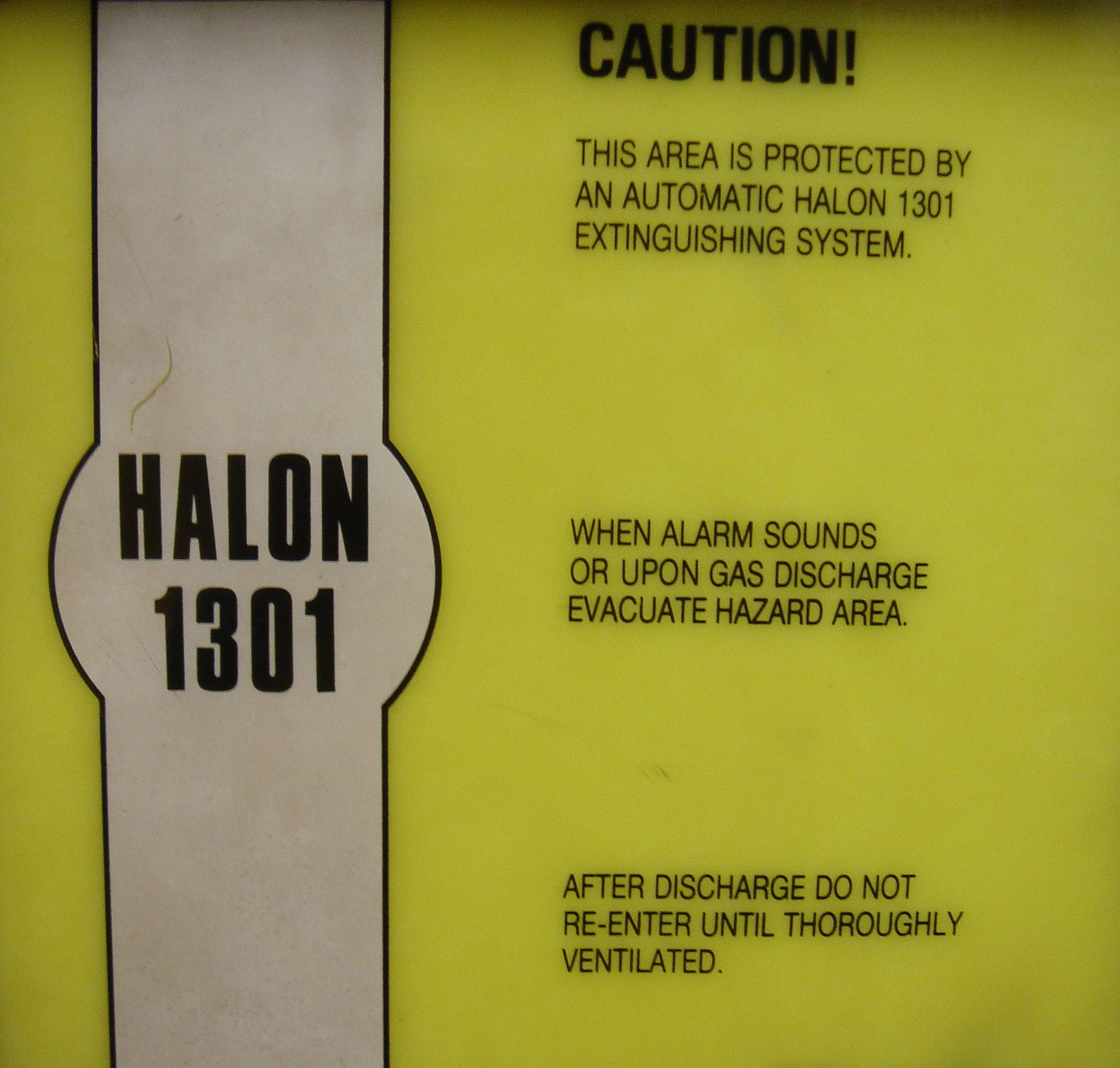
Señal de advertencia relacionada con un sistema de extinción de incendios automático basado en Halón 1301.

El halón es un gas extintor de incendios usado antes de ser sustituido por el que se usa actualmente que es el gas inergén
Los halogenados son productos químicos que tienen la capacidad de extinguir el fuego capturando  los radicales libres que se generan en la combustión. El halón 1211 forma parte del grupo de los clorofluorocarburos (CFC). Después de que Mario Molina en 1974 estudió los efectos de estos compuestos en la capa de ozono, se determinó que el halón 1211 produce daños a la capa de ozono, por lo que se retiró del mercado pese a ser una de las sustancias más eficaces para el combate de incendios, y se prohibió su utilización, salvo para algunos casos críticos. Además de su alta efectividad en la extinción de incendios, el halón cuenta con otras propiedades tales como baja toxicidad y no provocar daños ni dejar residuos en los equipos electrónicos y eléctricos sobre los cuales se descarga. Los compuestos más utilizados eran el halón 1301 (o triflúor-bromo-metano) y el halón 1211 (o diflúor-cloro-bromo-metano).[cita requerida]